# Nike

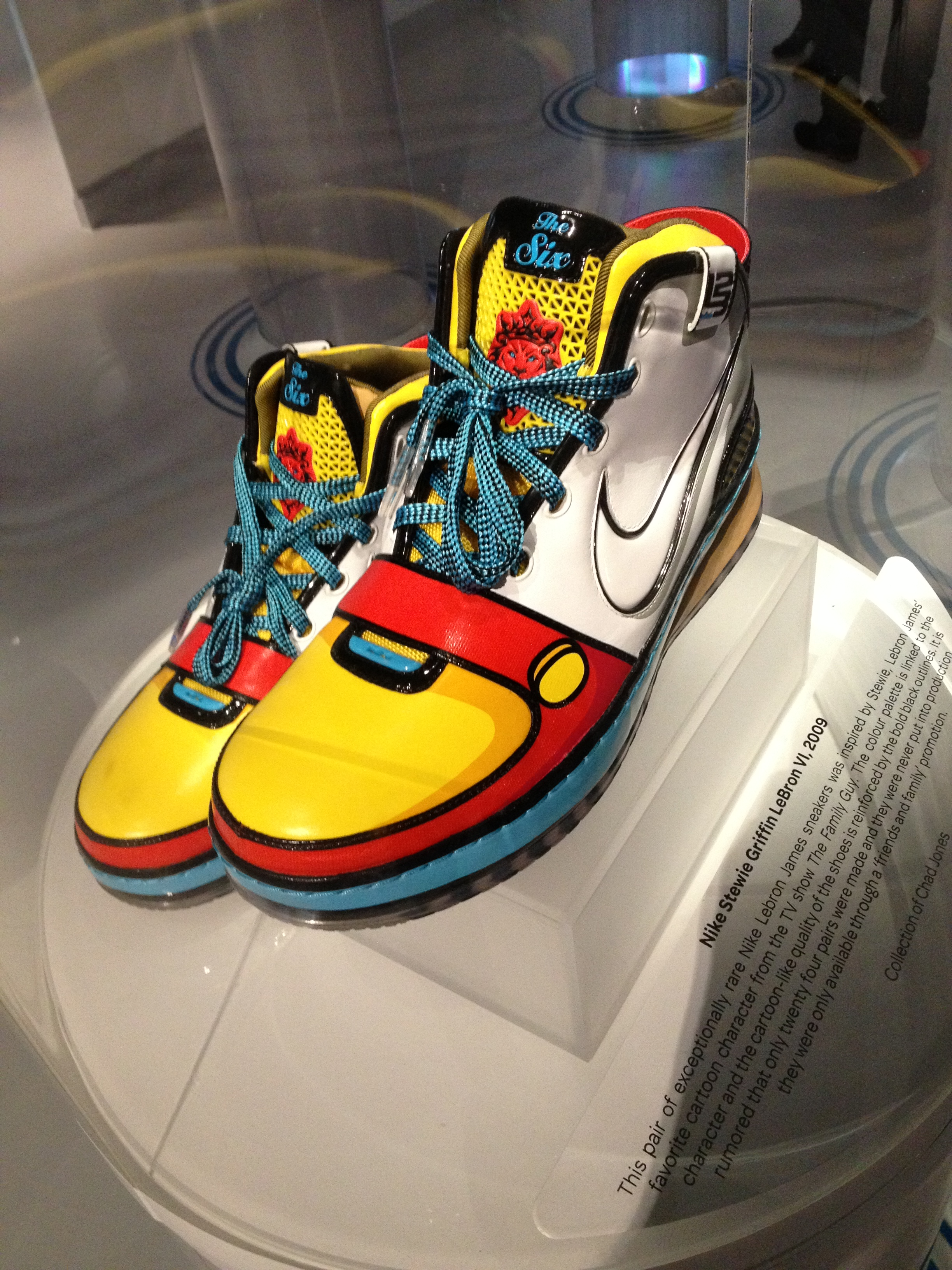
Symbolem firmy je „křídlo“ jako zde na botách od firmy Nike.

Nike, Inc. (oficiálně, US /ˈnaɪki/; také, non-US /ˈnaɪki/) je americká firma vyrábějící převážně sportovní oblečení a potřeby s celosvětovou působností. Sídlo firmy se nachází v americkém Oregonu. Ve fiskálním roce 2017 dosáhla firma obratu 34,35 miliard amerických dolarů.
Firma byla založena v lednu 1964 atletem Philipem Knightem a jeho trenérem Billem Bowermanem.

## Logo
Logo firmy (swoosh) vzniklo v roce 1971 a bylo navrženo Carolyn Davidson, studentkou grafiky na portlandské univerzitě. Studentka byla placena od pracovní hodiny částkou 2 dolary za hodinu práce. Koncová cena loga a výplata pro Carolyn za logo, které je dnes celosvětovým symbolem firmy, byla 35 amerických dolarů. V současnosti (2021) je cena značky Nike téměř 31 mld. dolarů. Logo představuje křídlo řecké bohyně vítězství Niké, název značky je totiž odvozen právě od jména této okřídlené bohyně. Poprvé se logo objevilo na scéně roku 1971.

## Kasky versus Nike
V roce 1998 politický aktivista Mark Kasky obvinil Nike, že lže svým zákazníkům, když v dopise v novinách San Francisco Examiner ujišťovala všechny, že dělníci této korporace po světě se mohou těšit ze základních pracovních práv (jako minimální mzda, zdravotní a bezpečnostní směrnice a rovné možnosti zaměstnání). Kasky věděl, že v tomto případě to nebyla pravda – audit v roce 1996 odhalil, že například dělníci ve Vietnamu byli rutinně vystaveni chemikáliím způsobujícím rakovinu, které ve Spojených státech byly nezákonné. Další studie, kterou sama Nike zaplatila, nalezla „důkazy fyzického a slovního zneužívání a sexuálního obtěžování v devíti jejích továrnách v Indonésii.“[zdroj⁠?!] Po zjištění, že on a další tisíce zákazníků Nike byli obelháni a kupovali od ní zboží na základě lživých předpokladů, dostal Kasky korporaci Nike k soudu. A v roce 2002 Kasky svůj případ vyhrál a vrchní kalifornský soud řekl, že Nike vskutku porušila zákony (jako je nekalá soutěž a lživá reklama). Nike se ale odvolala, vzala případ k Nejvyššímu soudu a ten v roce 2003 souhlasil se slyšením. Nike tvrdila, že coby korporátní osoba měla nárok na svobodu projevu, která (v tomto případě) znamenala i svobodu lhát. Opírala se o precedens Southern Pacific Railroad versus kraj Santa Clara z roku 1886, ve kterém jistý John Chandler Bancroft Davis přisoudil korporacím status osoby. Kaskyho právník ale vystoupil s detailním rozborem tohoto případu a argumentoval, že Nejvyšší soud tehdy nevyřkl, že by korporace byly osoby, a výše zmíněný precedens je mylně chápán. Předsedající soudce Nejvyššího soudu, William Ranquist vyslechl tuto argumentaci a soudní spor rozpustil, protože ke slyšení tohoto případu vůbec nemělo dojít. Rozhodnutí soudu nižší instance nabylo právní moci, Nike prohrála tento případ a vyrovnala se s Kaskym, souhlasíc, že daruje sedmimístné sumy na pomoc pracovníkům v textilu na celém světě.[zdroj⁠?!]

## Výslovnost značky
V roce 2014 se dva britští zvědavci rozhodli kontaktovat samotného atleta a zakladatele značky Phillipa Knighta, který rozhodl pro variantu ni-key [/ˈnaɪki/]IPA. Tato varianta je správnou výslovností pro veškeré světové jazyky, nehledě na jejich původu anebo fonetické výslovnosti. Phillip Knight také zmínil, že i přestože se slovo Nike sice podobá slovům jako např. bike [/'baɪk/]IPA, like [/'laɪk/]IPA, nebo pike [/'paɪk/]IPA atd., správnou výslovností je vždy a pouze varianta ni-key. 